# غيليس غراتون
غيليس غراتون هو لاعب هوكي الجليد كندي، ولد في 28 يوليو 1952 في لاسال في كندا.

## وصلات خارجية
- غيليس غراتون على موقع دوري الهوكي الوطني (الإنجليزية)
- غيليس غراتون على موقع قاعة مشاهير الهوكي (لاعب أن.إتش.أل) (الإنجليزية)
- غيليس غراتون على موقع EliteProspects.com (الإنجليزية)
- غيليس غراتون على موقع HockeyDB.com (الإنجليزية)
- غيليس غراتون على موقع Hockey-Reference.com (الإنجليزية)